# فهرست نام‌های پیشین گذرگاه‌های تهران
پس از پیروزی انقلاب اسلامی ایران، نام تعدادی از کوی‌ها، بوستان‌ها، خیابان‌ها و میدان‌های شهر تهران، پایتخت ایران تغییر کرده‌است. این نوشتار فهرستی از این تغییر نام‌ها را در بر دارد.

## فهرست
| نام کنونی            | نام پیشین          | توضیحات                                                           | منابع         |
| -------------------- | ------------------ | ----------------------------------------------------------------- | ------------- |
| میدان انقلاب اسلامی  | میدان ۲۴ اسفند     | ۲۴ اسفند زادروز رضاشاه بود.                                       | [ ۱ ]         |
| میدان ۷ تیر          | میدان ۲۵ شهریور    | ۲۵ شهریور روز آغاز پادشاهی شاه بود.                               | [ ۲ ]         |
| میدان امام خمینی     | میدان توپخانه      |                                                                   | [ ۳ ]         |
| میدان شهدا           | میدان ژاله         | میدان به‌یاد شهدای حادثه ۱۷ شهریور نامگذاری شده‌است.                | [ ۴ ]         |
| میدان امام حسین      | میدان فوزیه        | میدان به نام فوزیه همسر اول شاه نامگذاری شده‌بود.                  | [ ۵ ]         |
| میدان توحید          | میدان کندی         | میدان به نام رئیس‌جمهور آمریکا جان اف. کندی نامگذاری شده‌بود.       | [ ۶ ]         |
| میدان آزادی          | میدان شهیاد        |                                                                   |               |
| میدان ولیعصر         | میدان ولیعهد       | منظور از ولیعهد رضا پهلوی و منظور از ولیعصر امام زمان است.        | [ ۷ ]         |
| خیابان ولیعصر        | خیابان پهلوی       |                                                                   | [ ۸ ] [ ۹ ]   |
| خیابان جمهوری اسلامی | خیابان شاه         |                                                                   | [ ۱۰ ] [ ۱۱ ] |
| خیابان دکتر شریعتی   | خیابان کوروش کبیر  |                                                                   | [ ۱۲ ] [ ۱۳ ] |
| خیابان ۳۰ تیر        | خیابان قوام‌السلطنه | ۳۰ تیر روز سرنگونی دولت قوام‌السلطنه و به‌قدرت رسیدن محمد مصدق است. | [ ۱۴ ] [ ۱۵ ] |
| بلوار كشاورز         | بلوار اليزابت      |                                                                   |               |

## یادکرد منابع
1. ↑  مسجدی آرانی، «خیابانهایی که انقلاب نام آنها را عوض کرد»، جام جم آنلاین.
2. ↑  مسجدی آرانی، «خیابانهایی که انقلاب نام آنها را عوض کرد»، جام جم آنلاین.
3. ↑  مسجدی آرانی، «خیابانهایی که انقلاب نام آنها را عوض کرد»، جام جم آنلاین.
4. ↑  مسجدی آرانی، «خیابانهایی که انقلاب نام آنها را عوض کرد»، جام جم آنلاین.
5. ↑  مسجدی آرانی، «خیابانهایی که انقلاب نام آنها را عوض کرد»، جام جم آنلاین.
6. ↑  مسجدی آرانی، «خیابانهایی که انقلاب نام آنها را عوض کرد»، جام جم آنلاین.
7. ↑  مسجدی آرانی، «خیابانهایی که انقلاب نام آنها را عوض کرد»، جام جم آنلاین.
8. ↑  مسجدی آرانی، «خیابانهایی که انقلاب نام آنها را عوض کرد»، جام جم آنلاین.
9. ↑  پاپلی یزدی، «نامگذاری کوچه‌ها و خیابان‌ها در تهران دیروز و امروز»، فصلنامه تحقیقات جغرافیایی.
10. ↑  مسجدی آرانی، «خیابانهایی که انقلاب نام آنها را عوض کرد»، جام جم آنلاین.
11. ↑  پاپلی یزدی، «نامگذاری کوچه‌ها و خیابان‌ها در تهران دیروز و امروز»، فصلنامه تحقیقات جغرافیایی.
12. ↑  مسجدی آرانی، «خیابانهایی که انقلاب نام آنها را عوض کرد»، جام جم آنلاین.
13. ↑  پاپلی یزدی، «نامگذاری کوچه‌ها و خیابان‌ها در تهران دیروز و امروز»، فصلنامه تحقیقات جغرافیایی.
14. ↑  مسجدی آرانی، «خیابانهایی که انقلاب نام آنها را عوض کرد»، جام جم آنلاین.
15. ↑  پاپلی یزدی، «نامگذاری کوچه‌ها و خیابان‌ها در تهران دیروز و امروز»، فصلنامه تحقیقات جغرافیایی.